# 折姓
折姓（拼音:shé，注音:ㄕㄜˊ），较罕见的姓氏，有的為古代少数民族汉化姓氏。原为鲜卑折掘氏，北魏时期改为折氏，后隋唐时期折氏融入党项族，至唐末为西北党项的大族。有的則是張江後裔，張江原為武威太守，被封爲南陽折侯，後世因封國改姓為折。

## 名人
- 折國，張江後裔，東漢鬱林太守。
- 折像，折國之子。
- 折从阮，五代十国军阀，割据府州。
- 折太君，折从阮孙女、杨业妻子，即杨家将故事中的佘太君。
- 折可存，宋朝将领。

## 延伸阅读
[在维基数据编辑]
 《欽定古今圖書集成·明倫彙編·氏族典·折姓部》，出自陈梦雷《古今圖書集成》